# Genode
Genode ist ein freies Betriebssystem-Framework, welches aus einer Mikrokern-Abstraktionsschicht und einer Sammlung von Komponenten für den Benutzermodus besteht. Das Framework stellt eines der wenigen Open-Source-Betriebssysteme dar, die kein proprietäres Betriebssystem zum Vorbild hatten – wie etwa Unix. Das Design zielt vor allem darauf ab, die Menge an Quellcode, der eine Komponente vertrauen muss (engl. Trusted Computing Base), möglichst klein zu halten.
Genode kann als Basis für Desktop- oder Tablet-Betriebssysteme sowie als Virtual-Machine-Monitor für Gastsysteme genutzt werden. Das Framework wird als vertrauenswürdiger Teil von Virtualisierungssystemen sowohl auf x86 als auch ARM eingesetzt.
Durch die kleine Codebasis dient Genode als flexible Alternative zu komplexeren unixoiden Betriebssystemen. Aus diesem Grund wird das Framework auch als Basissystem in der Forschung zu Themen wie Virtualisierung, Interprozesskommunikation, IP-Stack-Isolierung, Monitoring und Softwaretechnik eingesetzt.

## Geschichte
Genode wurde ursprünglich als „Bastei“-Betriebssystemarchitektur im Rahmen eines Forschungsberichts an der Technischen Universität Dresden entwickelt. Der Fokus des Berichts lag auf der Praxistauglichkeit eines komponentisierten Betriebssystems mit Capability-basiertem Sicherheitskonzept. Motiviert war der Bericht zum Teil durch die Erkenntnisse der zeitgleich stattfindenden Forschung am L4 Microhypervisor. Angetrieben durch den Erfolg eines ersten Prototyps gründeten die Autoren des Berichts ein Unternehmen für die Weiterentwicklung der Bastei-Architektur zu einem umfassenden Betriebssystem-Framework unter dem Namen Genode.

## Versionen
Das Projekt wird öffentlich als Open-Source-Projekt unter der GNU Affero General Public License weiterentwickelt. Für den kommerziellen Einsatz stehen zudem alternative Lizenzmodelle zur Verfügung. Hauptversionen werden im Dreimonats-Takt veröffentlicht und können Änderungen an der Betriebssystem-ABI und API enthalten. Sie dienen außerdem der regelmäßigen Dokumentation der Projektentwicklung. Der Quellcode des Frameworks wird mittels Git versioniert und auf GitHub gehostet. Seit Version 18.02 wird außerdem ein auf Genode basierendes Allzweckbetriebssystem namens Sculpt in vorkompilierter Form angeboten.

## Architektur
Die Genode-Architektur setzt auf den Mikrokernansatz – je kleiner und einfacher der Quellcode, desto einfacher lassen sich Attribute wie Vertrauenswürdigkeit und Korrektheit verifizieren. Genode weitet diese Philosophie auf den Benutzermodus aus, indem es komplexe Anwendungen durch das Zusammenwirken kleiner, gegeneinander geschützter Komponenten arrangiert. Alle Komponenten eines Systems ordnen sich in eine strikte Eltern-Kind-Hierarchie ein. Ist eine Komponente Elternteil einer anderen, so ist sie dafür zuständig, dem Kind Ressourcen zur Verfügung zu stellen und dessen Kommunikation zu Dritten zu verwalten. Dadurch wird das Problem ungewollten Rechtemissbrauchs (engl. Confused Deputy Problem) gemildert, welches mit Root-Konten oder zentralisierten Systemrichtlinien einhergeht.
Die Funktionen der verschiedenen existierenden Mikrokerne lassen sich größtenteils auf einer generischen Schnittstelle abbilden und monolithische Kerne implementieren eine Übermenge davon. Genode nutzt diese Tatsache, um von den Unterschieden zwischen den Kernen zu abstrahieren, und kann deshalb auf mehreren Kernen der L4-Familie, dem NOVA Microhypervisor, dem Muen Separation Kernel, aber auch einer Eigenentwicklung betrieben werden. Zudem kann Genode, zur einfacheren Entwicklung und Analyse von Prototypen, direkt auf dem Linux-Kern ausgeführt werden. Seit Version 16.08 sind Genode-Programme kernagnostisch, können also ohne Rekompilieren mit allen unterstützten Kernen ausgeführt werden, sofern die Prozessorarchitektur gleich bleibt.